# Freak on a Leash
Freak on a Leash (engl. für: „Verrückter an einer Leine“) ist ein Lied der US-amerikanischen Nu-Metal-Band Korn. Es war die fünfte Single der Band und wurde als zweite und letzte Single aus dem dritten Studio-Album Follow the Leader ausgekoppelt.

## Musikvideo
Das Musikvideo wurde unter der Leitung von Todd McFarlane gedreht, der auch das comicartige Cover von Follow the Leader gestaltete. Das Video ist teilweise ebenfalls als Comic gezeichnet worden.
Es zeigt eine Stadt bei Nacht. Auf einmal gehen in allen zu sehenden Häusern die Lichter an, und Kinder rennen auf die Straße. Die Kinder klettern über die Zäune einer abgeriegelten Anlage. Der anwesende Wachmann bekommt dies mit, nimmt eine Pistole und eine Taschenlampe und geht nachsehen. Die Sachen befanden sich auf dem Albumcover von Follow the Leader. Die Kinder (Korn sind ebenfalls in einer Szene als Kinder zu sehen) versammeln sich um einen Felsvorsprung. Ein Mädchen malt einen Hickelkasten in den Boden und will über ihn hüpfen. Die anderen Kinder treten dabei zurück. Das Mädchen wirft eine Kette über den Hickelkasten hinweg. Danach springt das Kind selbst über ihn. Der Wachmann entdeckt die Kinder und erschrickt, da dieses Szenario das Albumcover darstellt. Trotzdem geht er weiter vor und durch die Gruppe von Kindern hindurch. Dabei stolpert er über einen Fuß. Er verliert beim Sturz seine Pistole. Während das Mädchen das Ende des Hickelkastens erreicht hat, schlägt die Pistole am Boden auf. Dadurch löst sich ein Schuss. Die Kugel fliegt knapp am Kopf des Mädchens vorbei. Diese Szene stellt ein Poster in der Realität da. Die Kugel kommt aus dem Poster heraus und bohrt sich durch alle möglichen Gegenstände durch, ohne an Geschwindigkeit zu verlieren. Bald kommt die Kugel an einem Korn-Poster an. Es zeigt die Band in einem abgedunkelten Raum, der durchlöchert ist, sodass Licht hinein scheint. Sie fliegt in das Poster hinein und „geht“ dort reihum an den Mitgliedern vorbei. Danach verlässt sie das Poster wieder und geht zurück zum Anfangspunkt. Auf dem Weg dahin zerstört sie wieder alles, was sich ihr in den Weg stellt. Als die Kugel wieder in dem Follow the Leader-Poster ist, bleibt sie vor dem Mädchen „stehen“. Das Mädchen fängt sie auf und drückt sie dem am Boden liegenden Wachmann in die Hand. Danach rennen alle Kinder aus der Anlage hinaus. Der Wachmann bleibt nachdenklich mit der Kugel in den Händen zurück.

## Liveaufführungen
Der Song ist seit der Veröffentlichung von Follow the Leader Standard auf Korn-Konzerten. Auf der Tour zu Korns siebtem Studio-Album See You on the Other Side, wurde der Song mehrmals mit dem Stone-Sour-Sänger Corey Taylor gespielt, so unter anderem auf dem Download-Festival 2006. Auf dem Unplugged-Konzert von MTV im Dezember 2006 wurde der Song gemeinsam mit Amy Lee von der Band Evanescence aufgeführt und auch als Single ausgekoppelt.

## Versionen als Single

### Europäische Single-Version 1
1. Freak on a Leash (Album Version) – 4:15
2. Freak on a Leash (Freakin’ Bitch Mix) – 4:01
3. Freak on a Leash (Josh A’s Beast On A Leash Mix) – 4:18
4. Freak on a Leash (Lethal Freak Mix) – 3:38

### Europäische Single-Version 2
1. Freak on a Leash (Album Version) – 4:15
2. Freak on a Leash (Dante Ross Mix) – 4:47
3. Freak on a Leash (Freakin’ Bitch Mix) – 4:01
4. Freak on a Leash (Josh A’s Beast On A Leash Mix) – 4:18
5. Freak on a Leash (Lethal Freak Mix) – 3:38
6. Freak on a Leash (One Shot Remix) – 5:03

## Auszeichnungen
Das Musikvideo zu Freak on a Leash war 1999 für neun MTV Video Music Awards nominiert. Das Video wurde letzten Endes in den Kategorien Best Rock Video und Best Editing ausgezeichnet. 2000 war der Song bei der 42. Grammy-Verleihung in den Kategorien Best Hard Rock Performance und Best Short Form Music Video nominiert. Letzteres konnten Korn gewinnen. Der Preis für die Beste Hard-Rock-Darbietung ging an Metallica für Whiskey in the Jar. In Australien wurde die Single außerdem mit einer Goldenen Schallplatte ausgezeichnet.

## Kommerzieller Erfolg

### Chartplatzierungen
Albumversion

| Jahr | Titel Album                        | Höchstplatzierung, Gesamtwochen, AuszeichnungChartplatzierungen (Jahr, Titel, Album, Platzierungen, Wochen, Auszeichnungen, Anmerkungen) | Höchstplatzierung, Gesamtwochen, AuszeichnungChartplatzierungen (Jahr, Titel, Album, Platzierungen, Wochen, Auszeichnungen, Anmerkungen) | Höchstplatzierung, Gesamtwochen, AuszeichnungChartplatzierungen (Jahr, Titel, Album, Platzierungen, Wochen, Auszeichnungen, Anmerkungen) | Höchstplatzierung, Gesamtwochen, AuszeichnungChartplatzierungen (Jahr, Titel, Album, Platzierungen, Wochen, Auszeichnungen, Anmerkungen) | Höchstplatzierung, Gesamtwochen, AuszeichnungChartplatzierungen (Jahr, Titel, Album, Platzierungen, Wochen, Auszeichnungen, Anmerkungen) | Anmerkungen |
| Jahr | Titel Album                        | DE | AT | CH | UK | US | Anmerkungen |
| ---- | ---------------------------------- | --- | --- | --- | --- | --- | ----------- |
| 1999 | Freak on a Leash Follow the Leader | DE58 (8 Wo.)DE | — | — | UK24 (2 Wo.)UK | — |             |

Unplugged-Version

| Jahr | Titel Album                                      | Höchstplatzierung, Gesamtwochen, AuszeichnungChartplatzierungen (Jahr, Titel, Album, Platzierungen, Wochen, Auszeichnungen, Anmerkungen) | Höchstplatzierung, Gesamtwochen, AuszeichnungChartplatzierungen (Jahr, Titel, Album, Platzierungen, Wochen, Auszeichnungen, Anmerkungen) | Höchstplatzierung, Gesamtwochen, AuszeichnungChartplatzierungen (Jahr, Titel, Album, Platzierungen, Wochen, Auszeichnungen, Anmerkungen) | Höchstplatzierung, Gesamtwochen, AuszeichnungChartplatzierungen (Jahr, Titel, Album, Platzierungen, Wochen, Auszeichnungen, Anmerkungen) | Höchstplatzierung, Gesamtwochen, AuszeichnungChartplatzierungen (Jahr, Titel, Album, Platzierungen, Wochen, Auszeichnungen, Anmerkungen) | Anmerkungen   |
| Jahr | Titel Album                                      | DE | AT | CH | UK | US | Anmerkungen   |
| ---- | ------------------------------------------------ | --- | --- | --- | --- | --- | ------------- |
| 2007 | Freak on a Leash (Unplugged) MTV Unplugged: Korn | — | — | — | — | US89 (1 Wo.)US | feat. Amy Lee |

### Auszeichnungen für Musikverkäufe
| Land/Region                  | Auszeichnungen für Musikverkäufe (Land/Region, Auszeichnung, Verkäufe) | Verkäufe |
| ---------------------------- | ---------------------------------------------------------------------- | -------- |
| Neuseeland (RMNZ)            | 2× Platin                                                              | 60.000   |
| Vereinigtes Königreich (BPI) | Platin                                                                 | 600.000  |
| Insgesamt                    | 3× Platin ·                                                            | 660.000  |